# Uvaria timoriensis
Uvaria timoriensis är en kirimojaväxtart som beskrevs av Carl Ludwig von Blume. Uvaria timoriensis ingår i släktet Uvaria och familjen kirimojaväxter. Inga underarter finns listade i Catalogue of Life.